# Shelby (Iowa)
Pour les articles homonymes, voir Shelby.
Ne doit pas être confondu avec Comté de Shelby (Iowa).
Shelby est une ville des comtés de Pottawattamie et Shelby, en Iowa, aux États-Unis. Elle est incorporée le 24 novembre 1877.

## Source de la traduction
- (en) Cet article est partiellement ou en totalité issu de l’article de Wikipédia en anglais intitulé « Shelby, Iowa » (voir la liste des auteurs).